# San Cosmo Albanese
San Cosmo Albanese é uma comuna italiana da região da Calábria, província de Cosenza, com cerca de 701 habitantes. Estende-se por uma área de 14 km², tendo uma densidade populacional de 50 hab/km². Faz fronteira com Acri, Corigliano Calabro, San Demetrio Corone, San Giorgio Albanese, Vaccarizzo Albanese.

## Demografia
| Variação demográfica do município entre 1861 e 2011                               |
|                                                                                   |
| Fonte: Istituto Nazionale di Statistica (ISTAT) - Elaboração gráfica da Wikipedia |